# Великошемердянське сільське поселення
Великошемердя́нське сільське поселення (чув. Мăн Шемертен ял тăрăхĕ, рос. Большешемердянское сельское поселение) — муніципальне утворення у складі Ядринського району Чувашії, Росія. Адміністративний центр — присілок Верхні Ачаки.

## Склад
До складу поселення входять такі населені пункти:
| Населений пункт          | Населення, осіб (2010) |
| ------------------------ | ---------------------- |
| Аптишкаси, присілок      | 29                     |
| Атлікаси, присілок       | 239                    |
| Великі Шемердяни, село   | 334                    |
| Верхні Ачаки, присілок   | 355                    |
| Малі Шемердяни, присілок | 210                    |
| Нижні Ачаки, присілок    | 153                    |
| Яровойкаси, присілок     | 133                    |